# John M. Clayton (1796–1856)
John Middleton Clayton (ur. 24 lipca 1796 w Dagsboro, zm. 9 listopada 1856 w Dover) – amerykański prawnik i polityk z Dover w hrabstwie Kent, członek Partii Wigów, senator z Delaware oraz sekretarz stanu.

## Życiorys
Był synem Jamesa i Sarah Middleton Clayton. Jego wuj Joshua Clayton był gubernatorem stanu Delaware oraz amerykańskim senatorem. Jego kuzyn, Thomas Clayton, był znanym amerykańskim prawnikiem i senatorem. John Clayton studiował w Berlinie w stanie Maryland i w Milford w stanie Delaware, kiedy jego rodzice tam się przenieśli. Ukończył studia na Uniwersytecie Yale w 1815, po czym studiował prawo w Litchfield Law School. W 1819 rozpoczął praktykę prawniczą w Dover w stanie Delaware.